# آلکاودته
آلکاودِتِه (به اسپانیایی: Alcaudete) یکی از دهستان‌های استان خائن در کشور اسپانیا است. این شهر با مساحت ۲۳۶۸۱ کیلومتر مربع، ۱۱۱۳۹ تن جمعیت دارد.